# Polyrhachis carinata
Polyrhachis carinata é uma espécie de formiga do gênero Polyrhachis, pertencente à subfamília Formicinae.